# Ernst Mach
Ernst Waldfried Josef Wenzel Mach (Brno, 18 de fevereiro de 1838 — Vaterstetten, 19 de fevereiro de 1916) foi um físico e filósofo austríaco.
De 1864 a 1867 foi professor de matemática em Graz. Depois (1867-1895) lecionou física na Universidade Carolina, quando opôs-se à introdução da língua tcheca como idioma oficial na mesma universidade, alinhando-se entre os partidários da dominação alemã na região. De 1895 a 1901 foi o titular da cadeira de história e teoria da ciência indutiva na Universidade de Viena. Em 1901, após abandonar o ensino, foi nomeado membro da Câmara dos Pares pelo imperador da Áustria.
Suas obras filosóficas e científicas exerceram profunda influência no pensamento do século XX. Seus primeiros livros contêm os fundamentos de uma nova teoria filosófica, o empirocriticismo. Defendeu uma concepção positivista: nenhuma proposição das ciências naturais é admissível se não for possível verificá-la empiricamente.

## Postulações
Os rigorosos critérios de verificação que utilizou conduziram à eliminação não só dos conceitos metafísicos da física teórica (como éter, substância, espaço e tempo absolutos, etc.), mas também dos conceitos de moléculas e átomos (ou seja, da hipótese que afirmava a existência de um elemento estrutural básico da matéria).
Seguindo a linha de pensamento formulada por David Hume, Mach nega-se a se pronunciar sobre a natureza da realidade (se psíquica ou física) para permanecer no plano fenomênico. Para Mach, todas as afirmações empíricas (incluindo as científicas) poderiam ser reduzidas a afirmações sobre as sensações. O caráter de qualquer lei científica é apenas o descritivo. A escolha entre hipóteses igualmente plausíveis e relativas ao mesmo fato seria uma questão de economia de pensamento. Sua visão positivista foi uma das fontes do positivismo lógico, posteriormente elaborado pelo Círculo de Viena.
Mach esteve profundamente envolvido nas revoluções na física, embora se mantendo um crítico da nova física, tanto como ele tinha sido da antiga. Tanto Max Planck quanto Albert Einstein o homenagearam por ter sido a pessoa que criou uma cultura de crítica dentro da qual se desenvolveram as ideias deles. No entanto, eles também vieram a criticar o que eles viram como a recusa inflexível de Mach em aceitar essas novas ideias.

## Bibliografia

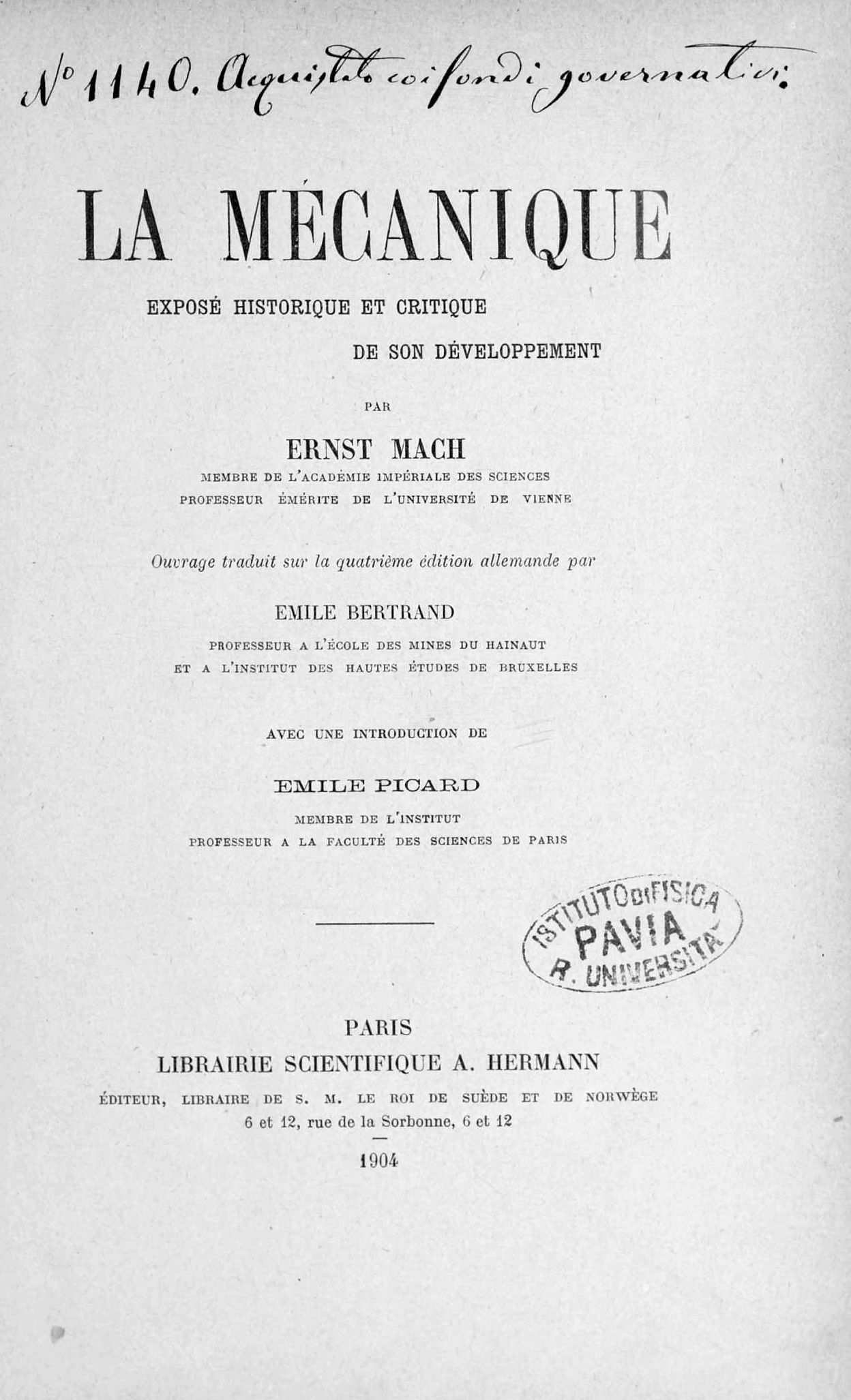
La mécanique, 1904

## A ideia de Mach sobre as medições
Normalmente quando medimos um intervalo acreditamos que realmente estejamos medindo espaço ou tempo. Porém, medição depende de comparação. Isso foi importante para Mach: nós não medimos espaço, apenas comparamos nossas sensações espaciais. Pois toda medida requer o uso de um padrão, e qualquer padrão que nós escolhermos é da mesma natureza do que queremos medir. Quando medimos as dimensões espaciais de um objeto, estamos comparando-o com um padrão aceito. Em última análise, todos os padrões devem ter a sua raiz em comparação fisiológica. Desta forma Mach tenta trazer a física de volta a psicologia. A física é baseada em medições, mas as medidas são em última análise comparações fisiológicas. De acordo com Mach, a física nunca pode escapar de suas origens biológicas.